# Dana Colley
Dana Colley (Portland, Maine, 17 de outubro de 1961) é um saxofonista estadunidense, mais conhecido por seu trabalho com a banda de rock alternativo Morphine.
Colley é conhecido por sua forma visceral de tocar saxofone, por vezes tocando dois saxes ao mesmo tempo, a la Roland Kirk. No Morphine, Colley tocava principalmente saxofone barítono, juntamente com saxes soprano, tenor e o mais incomum saxofone baixo, além de percussão e Dobro.

## Biografia
Colley nasceu em Portland, Maine, mas foi criado em Hanson, Massachusetts, onde aprendeu a tocar clarinete na 4ª série. Mas tarde começou a tocar sax tenor, e em 1984 mudou para o sax barítono.
Colley vive em Somerville, Massachusetts, com sua esposa Kate e seus dois filhos. Ele também é um artista visual, e estudou no Massachusetts College of Art and Design.

## Carreira musical

### Com a banda Three Colors (1985-1988)
Colley apareceu originalmente na cena indie rock de Boston, Massachusetts, tocando com o grupo Three Colors, uma banda pós-punk formada em 1981 a que ele se juntou em 1985. Colley se estabeleceu principalmente como saxofonista, mas ele também tocou gaita com o grupo. Após um modesto sucesso, como discos de de pequena tiragem e uma breve mudança para Princeton, Nova Jersey, o grupo se dissolveu no final de 1988.

### Morphine (1989-1999)
Em 1989, Colley fundou a banda Morphine com o vocalista Mark Sandman. Os dois foram acompanhados pelo baterista Jerome Deupree e rapidamente conseguiram repercussão local. Em 1992, lançam o álbum de estreia, Good, pela gravadora Rykodisc. No ano seguinte a banda embarcou em extensas e bem sucedidas turnê. O principal instrumento de Colley com a banda era o sax barítono, mas ele também fazia vocais de apoio (backing vocals), tocava percussão ou outros saxes (tenor, baixo ou soprano).
Durante a primeira turno, o baterista, Billy Conway, que havia tocado na banda anterior de Sandman, substituiu Deupree, que sofria de problemas de saúde. Após mais dois álbuns com Rykodisc, a banda assinou contrato com a gravadora DreamWorks Records em 1996. Eles tiveram um pequeno sucesso na MTV com o clipe de Early to Bed, do álbum Like Swimming de 1997, e continuaram a desfrutar do sucesso local e internacional, particularmente na Europa. Em 1999, Sandman morreu inesperadamente de um ataque cardíaco enquanto estava no palco na Itália, levando a banda a um fim abrupto. A banda faria seu primeiro show no Brasil naquele ano, no festival Free Jazz.

### Projetos Pós-Morphine (1999-presente)
Após a morte de Sandman, Colley, Conway e Deupree montaram uma banda de nove peças que eles apelidaram de Orchestra Morphine para fazer uma turnê atrás de seu álbum final póstumo, The Night. A Orquetra Morphine permaneceu ativa depois disso, refazendo show eventuais para tocar o material do Morphine. Uma dessas apresentações foi na edição do festival Tudo é Jazz, em Ouro Preto (MG) de 2004. O primeiro show de Colley no Brasil.
A química musical entre Colley, Conway e Laurie Sargent, integrante da Orquestra Morfina (um nome conhecido da cena de música em Boston e ex-membro do Face to Face), levou o trio a iniciar seu próprio grupo, Twinemen, um nome que eles tiraram de um quadrinho desenhado por Sandman. Formado em 2001, Twinemen lançou três álbuns de estúdio e fez diversas turnês. 
Continuando uma tradição que ele tinha começado em Morphine, Colley forneceu obras de arte de impressão de blocos de madeira para os discos da banda. Colley, Conway e Sargent também foram fundamentais na reabertura do estúdio e gravadora Hi-n-Dry, antigo espaço de trabalho e impressão de Sandman.
Em 2004 Colley produziu e se apresentou em "Black Feather Wings", o segundo lançamento de Bourbon Princess. Em 2006, Colley co-fundou a A.K.A.C.O.D. com a baixista/compositora Monique Ortiz do Bourbon Princess e o baterista Larry Dersch. A banda lançou seu álbum de estreia Happiness em 2007.
Em 2009, Colley e Deupree começaram a tocar com o músico de Nova Orleans Jeremy Lyons, em uma banda que chamaram de Members of Morphine & Jeremy Lyons. Este trio executa canções clássicas do Morphine além de material novo. A banda tocou no aniversário de dez anos da morte de Sandman no festival Nel Nome Del Rock Festival em Palestrina, Itália, em 3 de julho de 2009. Foi numa edição anterior do mesmo festival em que Sandman morreu no palco. Com esse nome, fizeram um show elogiado, durante a Virada Cultural da Cidade de São Paulo de 2012.
A partir de 2014, o trio renomeou-se Vapors of Morphine e realiza shows nos EUA e internacionalmente. Em 2019, Deupree foi substituído na bateria por Tom Arey.
Colley também fez participações especiais com Primus (em versões ao vivo da canção Those Damned Blue-Collar Tweekers), e Lilium, um projeto de Pascal Humbert de 16 Horsepower e Wovan Hand. Ele também tocou saxofone e clarinete de baixo no álbum Little Dark Angelde de Dan Brennerem, lançado em 2011, produzido por Jay Newland. Em 2012 tocou na Itália com a banda italiana Rudy e o M.O.B. feito pelo cantor italiano Rudy Marra.
Desde 2012, Colley tem sido um convidado ocasional de várias bandas da área de Boston, como grupos instrumentais Dub Apocalypse e Club d'Elf.
Em 2013, ele se juntou a uma banda de 3-peças chamada The Deltahorse, lançando um EP apesar de nunca ter estado no mesmo lugar ao mesmo tempo que os membros da banda. Eles lançaram seu primeiro álbum completo, "Translatlantic" em setembro de 2016.
Colley contribuiu para o álbum Stewing lançado em 2015 pelo The Grownup Noise.

## Discografia
com o Morphine
- Good - 1992
- Cure For Pain - 1993
- Yes - 1995
- Like Swimming - 1997
- The Night - 2000

com a banda "A.K.A.C.O.D."
- Happiness em 2007.

com a banda "Members of Morphine and Jeremy Lyons"
- The Ever Expanding Elastic Waste Band

com a banda Vapors of Morphine
- A New Low (2016)
- Fear and Fantasy (2021)